# Boopia notafusca
Boopia notafusca är en insektsart som beskrevs av Le Souëf 1902. Boopia notafusca ingår i släktet Boopia och familjen Boopiidae. Inga underarter finns listade i Catalogue of Life.